# City of Preston
City of Preston är ett distrikt (motsvarande kommun) i grevskapet Lancashire i England, Storbritannien. Distriktet har 151 582 invånare (2022). Större orter är Fulwood och  Preston. Distriktets centrala delar med Fulwood och Preston är inte indelat i civil parishes. Resten av distriktet är indelat i nio civil parishes